# 虹の大橋

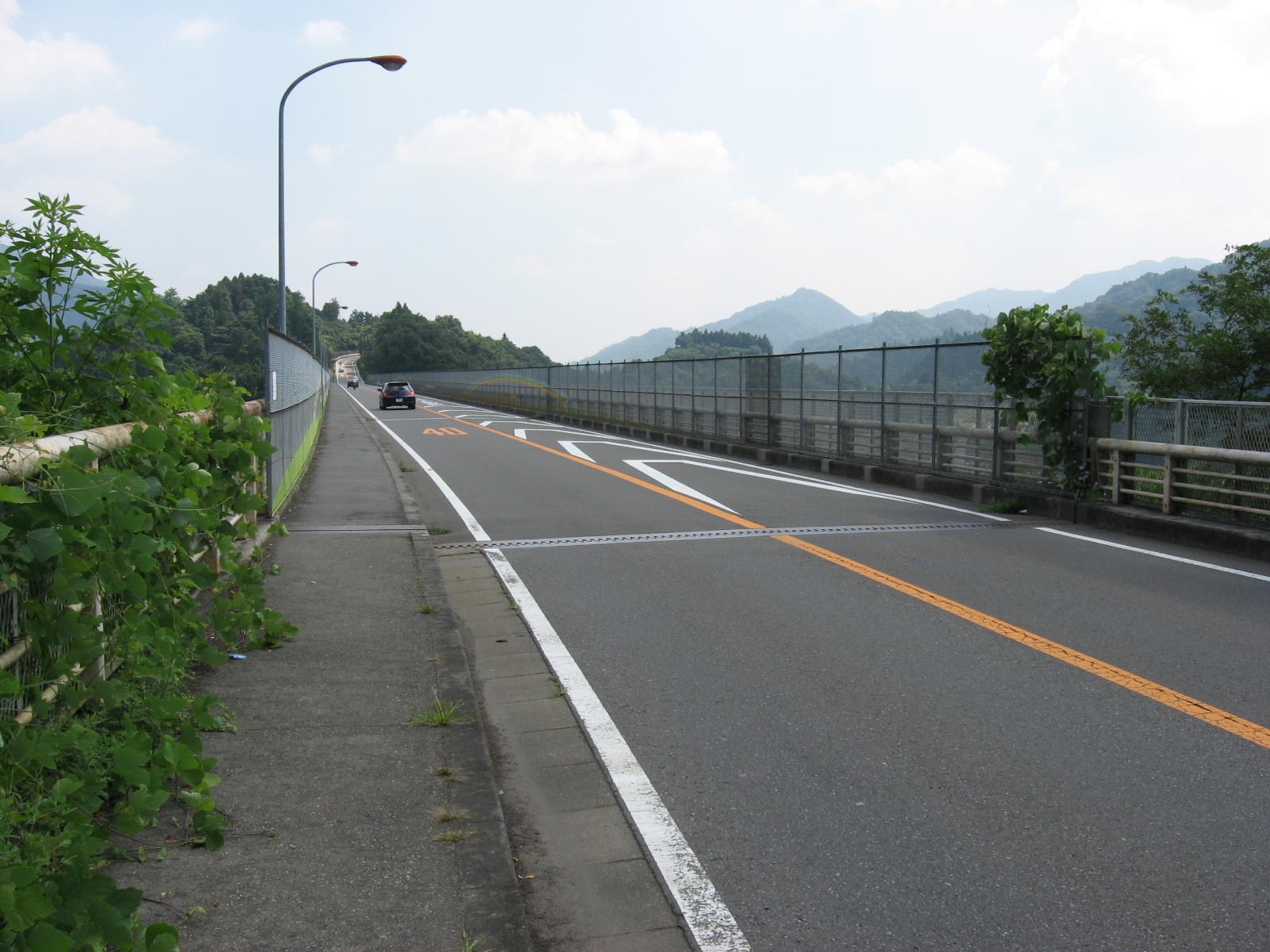
虹の大橋（2006年9月3日撮影）

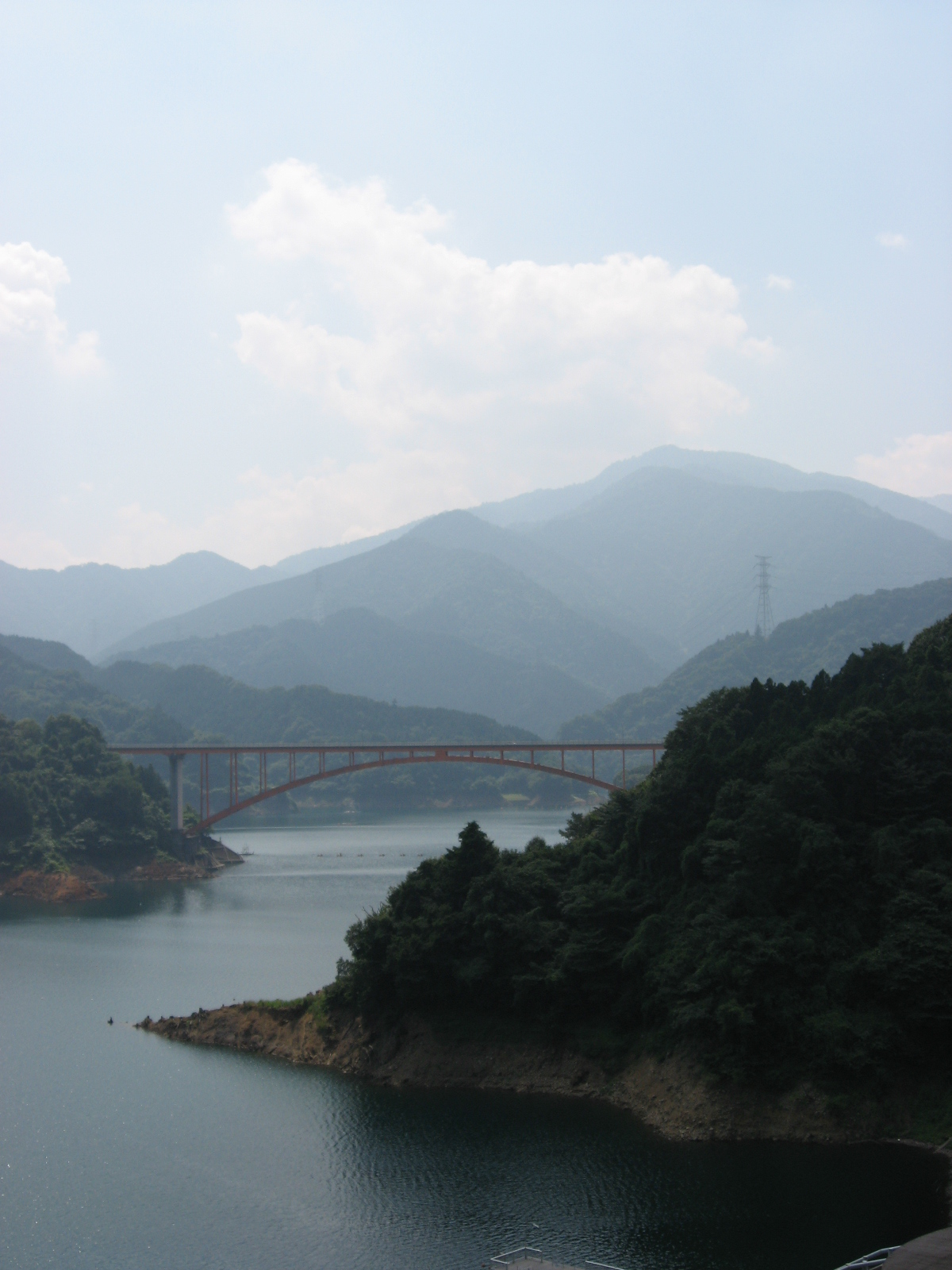
鳥居原ふれあいの館より 右後ろの山は東峰（2006年9月3日撮影）

虹の大橋（にじのおおはし）は、神奈川県道64号伊勢原津久井線の途中、宮ヶ瀬湖に架かる逆ローゼタイプのアーチ橋。かながわの橋100選に選ばれている。（一部、地元で「相模原のレインボーブリッジ」と呼ばれている。）相模原市緑区と清川村の境界になっている。
現在は宮ヶ瀬湖に架かる橋で高度感はあまりないが、宮ヶ瀬ダムができる前は早戸川に架かる橋で高さが結構あった。宮ヶ瀬ダム湛水前の画像→。開通後は時期が不明ながら道路両側に転落防止フェンスを設置された。フェンスは虹模様の塗装が施されている。

## 概要
- 架設年 1985年（昭和60年）
- 延長 330m
- 支間 210m
- 幅員 10.3m

## アクセス
バス (神奈川中央交通)
- 本厚木駅から
  - 厚20・厚21 宮ヶ瀬行きに乗車し終点で下車、徒歩10分程度。
- 橋本駅から
  - 橋07 鳥屋・鳥居原ふれあいの館行きに乗車し終点で下車、徒歩10分程度。
- 三ヶ木から
  - 三53 鳥屋・鳥居原ふれあいの館行きに乗車し終点で下車、徒歩10分程度。

なお、以前は神奈中バスがこの橋の上を通る、宮ヶ瀬〜三ヶ木・相模湖駅間及び宮ヶ瀬ダムシャトルバスの路線を運行していたが、現在は廃止された。（少々手前にある鳥居原ふれあいの館までは、現在も橋本駅から運行されている）